# Ernst Glaser-Gerhard
Ernst Glaser-Gerhard (* 30. Januar 1891 in Winsen an der Aller; † 1973) war ein deutscher Literaturwissenschaftler und Pädagoge, der vor allem durch Editionen der Korrespondenz Hermann Hettners und der Epistulae morales von Seneca hervortrat.

## Leben
Ernst Glaser-Gerhard studierte Germanistik und diente im Ersten Weltkrieg als Leutnant der Reserve im Altmärkischen Feldartillerie-Regiment Nr. 40, zu dem er 1932 eine Schrift im Stil der Erinnerungsblätter deutscher Regimenter veröffentlichte. Nach dem Krieg unterrichtete er von 1919 bis 1929 an der Latina, der Lateinschule der Franckeschen Stiftungen in Halle an der Saale. Nebenher promovierte er 1929 an der Universität Leipzig mit einer Arbeit über die Dramentheorie um 1850, insbesondere zum poetologischen Wirken von Hermann Hettner unter dem Einfluss Gottfried Kellers. Anschließend war er als Lehrer am Winckelmann-Gymnasium in Stendal tätig, ab Februar 1933 als Schulleiter mit der Amtsbezeichnung Oberstudiendirektor. Nach einer Verurteilung durch das Sondergericht Magdeburg im Jahr 1942 infolge des Bekanntwerdens eines Liebesverhältnisses bat Glaser-Gerhard um seine Entlassung aus dem Schuldienst.
Nach dem Zweiten Weltkrieg lebte Glaser-Gerhard in Göttingen. Eine Publikation zur Geschichte der Großen Landesloge der Freimaurer von Deutschland legt nahe, dass er sich als Freimaurer betätigte. Er starb im Alter von 81 oder 82 Jahren und wurde auf dem Stadtfriedhof begraben. Sein Nachlass wird vom Stadtarchiv Göttingen verwahrt.

## Werk und Rezeption
Laut dem germanistischen Literaturwissenschaftler Michael Schlott nimmt Glaser-Gerhard nicht wegen seiner Dissertation, der „erste[n] Spezialstudie über Hettners poetologische Leistungen“, sondern aufgrund seiner Editionen von dessen Korrespondenz, erschienen von 1926 bis 1929 im Jahrbuch der Grillparzer-Gesellschaft und der literaturhistorischen Zeitschrift Euphorion, eine „herausragende Rolle im Kontext der Hettnerforschung“ ein.
Der Germanist und Komparatist Theodore Ziolkowski schreibt seiner Edition der Epistulae morales in der populären Reihe Rowohlts Klassiker einen Beitrag zur wissenschaftlichen Wiederbelebung des Werkes von Seneca in Deutschland ab 1965 zu.

## Schriften (Auswahl)
Monografien und Editionen
- Hermann Hettner und Gottfried Keller. Ein Beitrag zur Theorie des Dramas um 1850; dargestellt unter Benutzung von H. Hettners Briefnachlaß. Thomas & Hubert, Weida 1929, OCLC 258613778 (Dissertation, Universität Leipzig).
- Das Altmärkische Feld-Artillerie-Regiment Nr. 40 im Weltkriege 1914–1918. Nach amtlichen und privaten Kriegstagebüchern, Briefen und Mitteilungen von Mitkämpfern (= Aus Deutschlands großer Zeit. Band 53). Sporn, Zeulenroda 1932, OCLC 250704021.
- L. Annaeus Seneca: Briefe an Lucilius. Gesamtausgabe. Zwei Bände. Rowohlt, Reinbek 1965 (neu übersetzt und mit Erläuterungen herausgegeben).
  - Band 1: Rom unter Nero. Briefe 1–80. (mit einem Essay zum Verständnis des Werkes – 3. Aufl. 1969).
  - Band 2: Stoische Lebenskunst. Briefe 81–124. (mit einer Zeittafel – 2. Aufl. 1968).
- Zur Geschichte der Großen Landesloge der Freimaurer von Deutschland zu Berlin 1920–1970; aus den Beiträgen der Ordensgliederungen und Logen. Schröder, Uetersen 1970.

Herausgeberschaften
- Joh. Nep. Bachmayrs Briefe an Hermann Hettner. Aus dem Nachlaß herausgegeben. In: Jahrbuch der Grillparzer-Gesellschaft. Band 28, 1926, S. 106–169 (14 Briefe 1850–1859).
- Briefe von und an Gottfried Keller. Aus Hermann Hettners Nachlaß. In: Euphorion. Band 28, 1927, S. 415–470 (archive.org).
- Aus Hermann Hettners Nachlaß II. In: Euphorion. Band 29, 1928, S. 410–471.
- Aus Hermann Hettners Nachlaß III. In: Euphorion. Band 30, 1929, S. 366–402.
- Aus Gottfried Kellers Briefen und Tagebüchern. Velhagen & Klasing, Bielefeld 1930.
- 600 Jahre Gymnasium zu Stendal 1338–1938. Verein der ehem. Schüler der Winckelmann-Schule, Stendal 1938, OCLC 838068487 (dipf.de).